# Pont (Côte-d'Or)
Pont is een gemeente in het Franse departement Côte-d'Or (regio Bourgogne-Franche-Comté) en telt 89 inwoners (2009). De plaats maakt deel uit van het arrondissement Dijon.

## Geografie
De oppervlakte van Pont bedraagt 3,49 km², de bevolkingsdichtheid is dus 25,5 inwoners per km².

## Demografie
Onderstaande figuur toont het verloop van het inwonertal (bron: INSEE-tellingen).